# Groupe de NGC 4999
Le groupe de NGC 4999 est un trio de galaxies situé dans la constellation de la Vierge. La distance moyenne entre ce groupe et la Voie lactée est d'environ 86,6 Mpc (∼282 millions d'al). 

## Membres
Le tableau ci-dessous liste les trois galaxies du groupe indiquées dans l'article d'Abraham Mahtessian paru en 1998.
| Nom                       | Class.  | Type           | α (J2000.0)   | δ (J2000.0) | Vitesse radiale (km/s) | m    | Distance (Mpc) | Diamètre (kal) |
| ------------------------- | ------- | -------------- | ------------- | ----------- | ---------------------- | ---- | -------------- | -------------- |
| NGC 4996                  | (R)SB0+ | Lenticulaire   | 13h 09m 31.9s | 00° 51′ 25″ | 5439 ± 3               | 12,6 | 85,0 ± 6,0     | 171            |
| NGC 4999                  | SB(r)b  | Spirale barrée | 13h 09m 33.1s | 01° 40′ 23″ | 5633 ± 2               | 11,8 | 87,8 ± 6,2     | 209            |
| CGCG 1309.0+0056 UGC 8265 | SBc     | Spirale barrée | 13h 11m 37.4s | 00° 39′ 57″ | 5592 ± 2               | 13,6 | 87,2 ± 6,1     | 122            |

Le site DeepskyLog permet de trouver aisément les constellations des galaxies mentionnées dans ce tableau ou si elles ne s'y trouvent pas, l'outil du site constellation permet de le faire à l'aide des coordonnées de la galaxie. Sauf indication contraire, les données proviennent du site NASA/IPAC. 